# Хоэнлинден
Хоэнлинден (нем. Hohenlinden) — община в Германии, в земле Бавария.

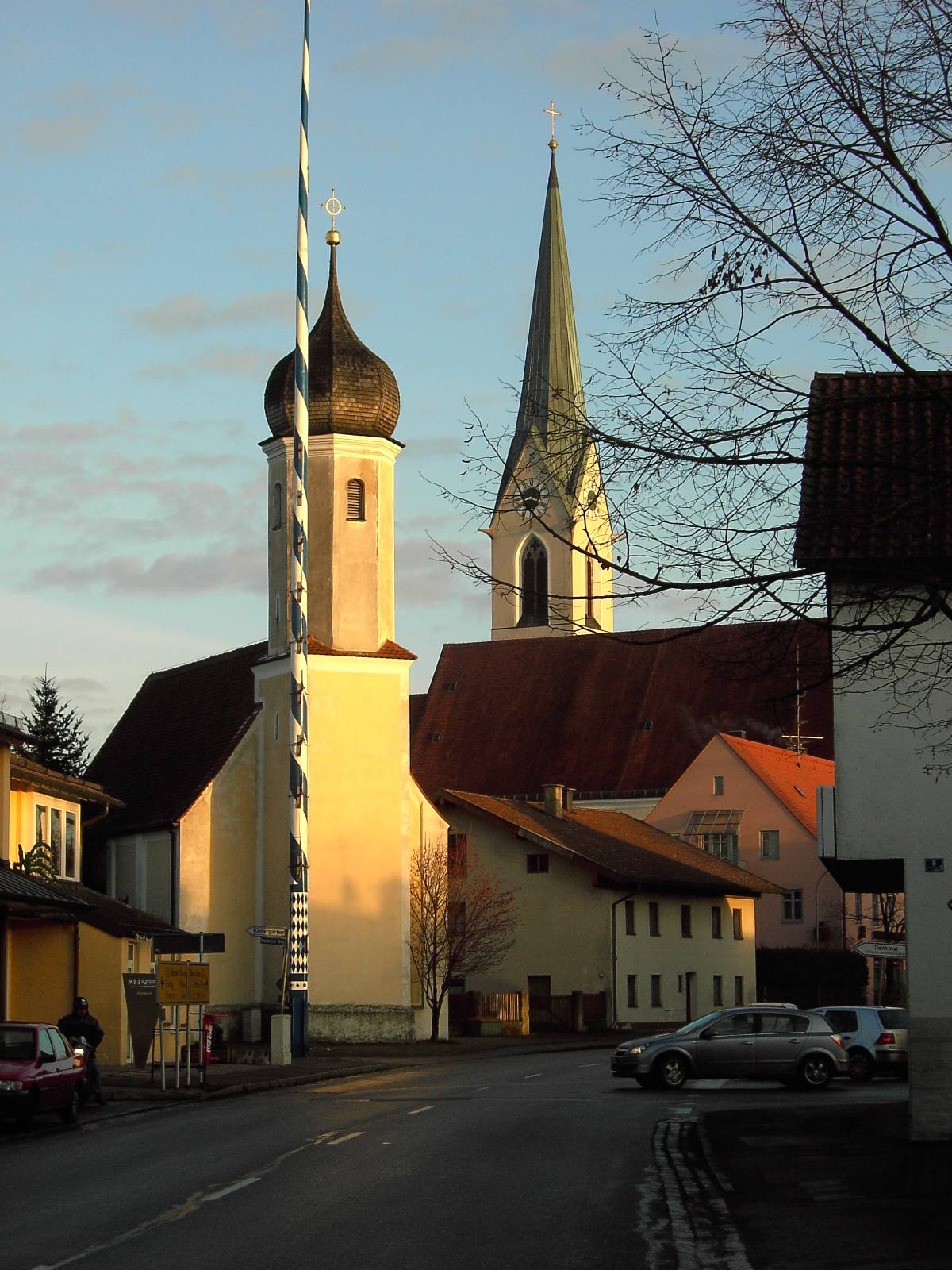
Церковь Хоэнлиндена

Подчиняется административному округу Верхняя Бавария. Входит в состав района Эберсберг. Население составляет 2822 человека (на 31 декабря 2010 года). Занимает площадь 17,32 км².
У Хоэнлиндена произошло сражение 1800 года, в котором войска революционной Франции нанесли поражение войскам австрийцев под командованием эрцгерцога Иоганна.